# A. B. „Happy” Chandler I
A. B. "Happy" Chandler I (Corydon, 1898. július 14. – Versailles, 1991. június 15.) az Amerikai Egyesült Államok szenátora (Kentucky, 1939–1945).